# 山田さつき
山田 さつき（やまだ さつき、1980年5月10日 - ）は、フリーのキャスター。所属事務所はオフィスコットン。

## プロフィール
- 出身地：京都府城陽市
- 学歴：平安女学院高等学校、大阪学院大学卒業
- 血液型：A型
- 星座：おうし座
- 資格：普通自動車運転免許
- 特技：ピアノ
- 趣味：着物を着る事、クラシックバレエ、競馬観戦、野球観戦、動物と接する事

## 来歴・人物
- 『恋のから騒ぎ』（日本テレビ系）に「第13期生」として出演。
- 地元、関西にてモデル、キャスター、リポーター等の活動を経て、2007年3月より山陰放送（BSS）で契約アナウンサーとして活動していたが、2009年3月末で契約満了。
- 現在のオフィスコットンに移籍し、活動の拠点を東京に移した。
- 動物好きで実家ではずっと犬を飼っている。現在は黒猫(キキ)と住んでいる。
- 競馬関係の仕事も多く、好きな馬はナリタトップロード、コウエイトライ、オルフェーヴル。
- 宝塚の大ファンとしても知られており、好きなタカラジェンヌは元雪組の壮一帆。
- 弟がいる[1]。

## 現在の出演番組
- 『NHK競馬中継』（2010年4月～）- 特設スタジオキャスター、リポーター
- 『ラジオ日本土曜競馬実況』（RFラジオ日本） - パドックアシスタント・検量レポーター
- 『ALL IN LINE 世界の競馬』 - 司会アシスタント

## 過去の出演番組
- 『恋のから騒ぎ』（日本テレビ系列）
- 世界の競馬（2012年4月-　NHK BS1） - スタジオアシスタント